# Мозям
Мозям — река в Ханты-Мансийском АО России. Устье реки находится в 49 км по правому берегу протоки Казыма Сорумказым. Длина реки — 60 км, площадь водосборного бассейна — 464 км². Высота устья — 15,4 м над уровнем моря.

## Притоки
- 1 км: Вошъюган
- 24 км: Кутопъюган

## Данные водного реестра
По данным государственного водного реестра России относится к Нижнеобскому бассейновому округу, водохозяйственный участок реки — Обь от впадения Иртыша до впадения реки Северная Сосьва, речной подбассейн реки — бассейны притока Оби от Иртыша до впадения Северной Сосьвы. Речной бассейн реки — (Нижняя) Обь от впадения Иртыша.